# Northeastern University – London
A Northeastern University – London Londonban található felsőoktatási főiskola, melyet New College of the Humanities néven alapítottak 2010-ben. Az intézmény 2019 óta az Északkeleti Egyetem része. Az A. C. Grayling által alapított intézmény fenntartója az NCH at Northeastern Ltd. 2020-tól állami fenntartásban működik.
A főiskolán 2012 óta folyik oktatás.

## Története
Az intézmény módszertana az Oxbridge (Oxfordi és Cambridge-i Egyetemek) intézmények modelljén alapul. A kezdeti híradások szerint az új főiskola az Oxforddal és a Cambridge-dzsel kívánt rivalizálni, azonban ezt Grayling cáfolta. Elmondása szerint minden Oxbridge-be felvettre 12 elutasított jelentkezés jut.
Grayling a Londoni Egyetem filozófiai szakán végzett. Szerinte a brit elitegyetemeken nincs elég férőhely, így sokan az Amerikai Egyesült Államokban tanulnak tovább. A The Independentnek adott interjújában elmondta, hogy a Winchesteri Főiskola sok hallgatója azért nem tanulhat tovább Oxbridge-ben, mert a kormányzati kvóták miatt az állami fenntartású intézményekből érkezők elsőbbséget élveznek. Szerinte az osztályzatok nem feltétlen tükrözik a diákok képességeit.
Grayling szerint David Willetts oktatási miniszter pozitívan reagált a főiskola ötletére. 2010 júliusában London Peckham városrészében bejegyezték a fenntartó Grayling Hall Limited céget, amely nevét Graylingről és Peter Hall befektetőről kapta. A Grayling Hall neve 2011 februárjában New College of the Humanitiesre változott, azonban az oxfordi New College az összetéveszthetőség miatt kérte az elnevezés módosítását.
A főiskolán 2012 szeptembere és 2015 szeptembere között a Londoni Egyetemmel együttműködve gazdasági, nyelvi, történelmi, jogi, filozófiai és politikai képzés folyt, majd 2015 végétől a Southamptoni Solent Egyetem által hitelesített önálló szakok indultak. A „Diploma of New College of the Humanities” képesítést a BA- és BSc-szintű etikai, kritikusi és irodalomtudományi kurzusok, valamint a LAUNCH továbbképző program elvégzésével adják ki.
Mivel az országban a felsőoktatási intézmények többsége állami fenntartású, az új iskola vegyes reakciókat váltott ki: Boris Johnson merész kísérletnek nevezte; a The Times szerint pedig az ország felsőoktatása túl sokáig működött „zárt körű iparágként”. Az akadémiai közösségtől dühös reakciók érkeztek: szerintük a tantárgyi adatlapokat a Londoni Egyetem honlapjáról másolták, ugyanazon tananyagot magasabb díjért kínálják, továbbá az oktatók nem érdekeltek a tanításban, emellett a profitorientált szervezeti modellt is kritizálták.
2016-ban elindult a Swansea-i Egyetem által validált történelemkutatói mesterképzés, amelyet egy évvel később három további mesterszak követett. Az intézmény 2020 februárjában hat éves időtartamra szóló akkreditációt szerzett, amelyet az államilag finanszírozott modellre történő átállással augusztusban határozatlan időre változtattak.
2020-ban az intézmény bekerült a jótékony szervezetek nyilvántartásába. 2021-ben bejelentették, hogy egyetemi státuszért folyamodnak, amelynek elnyerését követően az iskola neve „Északkeleti Egyetem – London” lesz.

### Finanszírozása
A The Guardian adatai alapján a kétszázezer fontos alaptőkét Peter Hall befektető biztosította. A Cavendish Corporate Finance LLP az első két év költségeinek fedezésére tízmillió dollár tőkét biztosított; a főiskola a harmadik évre nullszaldós kívánt lenni.

## Oktatás
Az intézmény rendelkezik az Oktatási Kiválósági Keretrendszer elismerésével, amely szerint „teljesíti a brit felsőoktatás szigorú követelményeit… de a teljes akkreditációhoz nem áll rendelkezésre elegendő adat”. A 2017-es hallgatói elégedettségméréskor a 27 kategóriából 26-ban a kutatóegyetemeket tömörítő Russel-csoport londoni tagjai felett teljesített.
2014-ben az oktatás minőségét vizsgáló Higher Education Policy Institute felmérésében a hallgatók 63%-a nyilatkozott arról, hogy a tanítás minősége meghaladta elvárásaikat (a Russel-csoport többi tagjánál ez a szám 28%), továbbá a többi tagintézményhez képest 40%-kal több kontaktórájuk, kétszeres mennyiségű feladatuk és kétszeres mennyiségű konzultációs lehetőségük volt.

## Kritikák
Grayling elmondása szerint az első héten 900 hallgató érdeklődött, a meghirdetett állásokra pedig 90-en jelentkeztek. Tony Blair egykori miniszterelnök támogatta az intézményt, Boris Johnson pedig a legmerészebb kísérletnek nevezte a Buckinghami Egyetem (az ország első magánegyeteme) megalapítása óta. Johnson szerint az intézmény utat mutatott a kormányzati beavatkozások és az „iskolák gyengesége miatt bűnbaknak tartott” oktatóknak. A The Times szerint a brit felsőoktatás „zárt körű piacként” működik, és a világon máshol is léteznek az államtól független, de sikeres intézmények. A The Economist szerint a modellre van igény, mivel sok, a követelményeknek megfelelő hallgatót azért nem vesznek fel, mert nem állami fenntartású iskolából érkezik; hozzátették, hogy az Oxbridge intézmények által elutasított hallgatókra épített iskola provokatív elképzelés. Niall Ferguson történész szerint „akit érdekelnek a bölcsészettudományok, éljenezni fogja Anthony Graylinget”.
A főiskolát elitizmussal vádolták. Terry Eagleton irodalomkritikus szerint „visszataszító”, hogy az intézmény a széteső felsőoktatást kihasználva próbál pénzhez jutni; erre Grayling úgy reagált, hogy Eagleton maga is oktat egy profitorientált főiskolán, az amerikai Notre Dame Egyetemen. David Allen Green ügyvéd az iskolát „szemfényvesztésnek” és „egy PR-vezérelt weboldalon fizetett hírességekkel folyó márkaépítési gyakorlatnak” nevezte. A Guardianben megjelent levélben több akadémikus is arra panaszkodott, hogy a főiskola létrejötte hátráltatja a felsőoktatás elüzletiesedése elleni kormányzati kampányt. A felhíváshoz Grayling 34 egykori kollégája is csatlakozott, akik kételkedtek az oktatás várható minőségében. Terence Kealey, a Buckinghami Egyetem rektorhelyettese a gondozóotthonokat működtető Southern Cross Healthcare csődjére utalva elmondta, hogy szerinte veszélyes a fenntartásnál kizárólag magántőkére támaszkodni. Toby Young újságíró szerint a kritika a szakszervezetek és az oktatók hozzájárulásával zajló baloldali kampány része, melynek célja a kormányzati befolyás megtartása. Simon Jenkins író szerint a professzorok, valamint az oktatói és hallgató szervezetek „felfegyverkeztek azok ellen, amiktől a legjobban félnek: a tudományos hírességek, a tandíjak, a profit és veszteség, a négyszemközti oktatás és Amerika”.
Grayling a kritikákra azt válaszolta, hogy megpróbálják életben tartani a bölcsészettudományi oktatást. Elmondta, hogy a kritikák miatt üldözöttnek érzi magát: „az egész életemet a feje tetejére állították. Most egy kapitalista gazember vagyok. Ez nagyon bántó… Az oktatás közjó, és többet kellene rá költenünk. Nem jó, hogy ezt csináljuk, de az nem megoldás, hogy a pálya szélén nyögünk és jajgatunk”. 2012-ben az elitizmus vádjaira a következőképp reagált: „nincs baj az elitizmussal, amíg az nem kizárólagos. Te is azt szeretnéd, hogy a sebészed vagy pilótád elit intézményben kapjon képzést”.
2011. június 7-én egy tucatnyi tüntető megzavarta a művészetek finanszírozásának csökkentéséről szóló megbeszélést; egyikük bekiabálta, hogy Graylingnek „nincs joga megszólalni”. Egy héttel később a rendőrség a Brit Bölcsészszövetség eseményéről több tüntetőt is kivezetett.
A főiskola védjegyoltalmi kérelmet nyújtott be, azonban azt a szellemi tulajdonjogi hivatal 2012 januárjában elutasította az oxfordi New College-dzsel való névhasonlóság miatt. A kérelmet visszavonták; a védjegyet később NCH New College of the Humanitiesként jegyeztették be.

## Fordítás
- Ez a szócikk részben vagy egészben  a   New College of the Humanities at Northeastern című angol Wikipédia-szócikk ezen változatának fordításán alapul.  Az eredeti cikk szerkesztőit annak laptörténete sorolja fel. Ez a jelzés csupán a megfogalmazás eredetét és a szerzői jogokat jelzi, nem szolgál a cikkben szereplő információk forrásmegjelöléseként.